# Questions de sociologie
 (août 2024).
Si vous disposez d'ouvrages ou d'articles de référence ou si vous connaissez des sites web de qualité traitant du thème abordé ici, merci de compléter l'article en donnant les références utiles à sa vérifiabilité et en les liant à la section « Notes et références ».
Questions de sociologie est un livre du sociologue français Pierre Bourdieu paru en 1980.

## Contenu
Le livre est une compilation d'entretiens et de conférences donnés par Pierre Bourdieu, à propos de différents aspects de son œuvre, et principalement : la sociologie de la culture (entretiens faisant suite à la publication de La Distinction), la sociologie de la langue, la sociologie des champs, et la place du sociologue dans la société et parmi les autres scientifiques.
Le livre éclaire et détaille certains points de l'œuvre de Bourdieu (en particulier il revient sur certains points mal compris par le public de La Distinction) ; par ailleurs il constitue un véritable programme de recherche concernant les champs ainsi que l'analyse réflexive de la sociologie. Ces thèmes ici esquissés ne trouveront en effet que plus tard dans les années 1980 et 1990 leur concrétisation, dans l'ouvrage Les Règles de l'art en ce qui concerne l'analyse du champ littéraire, dans divers articles en ce qui concerne l'analyse réflexive de la sociologie (articles repris ou prolongés par exemple dans Les usages sociaux de la science, Science de la science et réflexivité, Esquisse pour une auto-analyse).